# Heliophila arenosa
Heliophila arenosa är en korsblommig växtart som beskrevs av Rudolf Schlechter. Heliophila arenosa ingår i släktet solvänner, och familjen korsblommiga växter. Inga underarter finns listade i Catalogue of Life.